# هرمینه اشترلر
هرمینه اشترلر (آلمانی: Hermine Sterler؛ ۲۰ مارس ۱۸۹۴ – ۲۵ مهٔ ۱۹۸۲) یک هنرپیشه اهل آلمان بود.
از فیلم‌ها یا برنامه‌های تلویزیونی که وی در آن نقش داشته است می‌توان به ماری اشاره کرد.